# Stop!! Hibari-kun!
Stop!! Hibari-kun! (яп. ストップ!! ひばりくん! Сутоппу!! Хибарикун!, «Стой!! Хибари!») — манга, автором и иллюстратором которой является Хисаси Эгути. Публиковалась издательством Shueisha в журнале Weekly Shōnen Jump с 1981 по 1983 год. Манга собрана в 4 тома. В 1983 году студией Toei Animation была создана аниме-адаптация, которая транслировалась по телеканалу Fuji Television с 20 мая 1983 года по 27 января 1984 года. Манга была официально переведена компанией Comic Friends на английский язык и доступна на платном сервисе в Facebook.

## Сюжет
Сюжет разворачивается вокруг Косаку Сакамото, чья мать только что умерла, и по завещанию, мальчика на попечительство берёт её старый друг и возлюбленный Ибари Одзора, который оказывается якудзой. В новом доме Косаку встречает четырёх прелестных дочерей Ибари, однако одна из них по имени Хибари оказывается парнем. Хибари влюбляется в Косаку, тем временем Косаку заинтересовался подругой Хибари — Риэ.

## Список персонажей
Косаку Сакамото (яп. 坂本 耕作 Сакамото Ко:саку)
Главный герой истории, обыкновенный японский подросток родом из Кюсю с чистым сердцем, однако слаб в отношениях с девушками. Влюбился в Риэ с первого взгляда.
Сэйю — Тору Фуруя

Хибари Одзора (яп. 大空 ひばり О:дзора Хибари)
Молодая транс-женщина, старшая дочь Ибари, о её мужском начале знают только члены клана Одзора и Косаку. Её имя означает «жаворонок». Обладает красивой внешностью, тонкой фигурой и женственным голосом. Наряду с красотой славится своим остроумием. В школе все знают её как девушку, которая пользуется большой популярностью среди школьников и парней.
Сэйю — Сатоми Мадзима

Ибари Одзора (яп. 大空 いばり О:дзора Ибари)
Отец Хиари и глава семьи Одзора. Заботится о своих детях и будущем Хибари самыми оригинальными и странными способами. Был влюблён в мать Косаку. Его преследует «проклятье белого крокодила».
Сэйю — Дзёдзи Янами
Цугуми Одзора (яп. 大空 つぐみ О:дзора Цугуми)
Старшая дочь в семье, выполняет своеобразную роль матери. Её имя означает «дрозд». Недавно стала работать иллюстратором.
Сэйю — Фуми Хирано

Цубамэ Одзора (яп. 大空 つばめ О:дзора Цубамэ)
Вторая дочь в семье Одзора, на 2 года старше Хибари. Её имя означает «ласточка». Имеет практически одинаковую внешность с Хибари. Очень волнуется за Хибари и пытается убедить её вести себя как мужчина, так как боится, что если тайна о мужском начале Хибари раскроется, семья может понести наказание за «укрывание извращенца».
Сэйю — Кёко Ирокава

Судзумэ Одзора (яп. 大空 すずめ О:дзора Судзумэ)
Третья дочь в семье Одзора. Ученица начальной школы. Её имя означает «воробей».
Сэйю — Томико Судзуки

Сабу (яп. サブ)
Член клана Одзора, влюблён в Цугуми.
Сэйю — Норио Вакамото

Сэйдзи (яп. 政二)
Член клана Одзора, внешне выглядит устрашающим, но имеет мягкий характер. Пугает Косаку по утрам.
Сэйю — Току Нисио

Макото Сиина (яп. 椎名 まこと Сийна Макото)
Одноклассник Косаку и Хибари. Сначала он начал презирать Косаку, но позже подружился с ним.
Сэйю — Кацудзи Мори

Риэ Кавай (яп. 可愛 理絵 Кавай Риэ)
Менеджер секции бокса. Косаку влюбился в неё с первого взгляда. Она же влюблена в Сиину.
Сэйю — Хироми Цуру

Мицуо Кадзи (яп. 梶 みつを Кадзи Мицуо)
Одноклассник Цубамэ, капитан секции бокса и властный человек. Его младшие сестры и братья имеют такую же внешность, как и он.

Каори Ханадзоно (яп. 花園 かおり Ханадзоно Каори)
Одноклассница Косаку. Очень ревнует к Хибари из-за её широкой популярности в школе. Вместе с подружками совершает постоянные попытки втоптать Хибари в грязь.

Ясуаки Курэидзи (яп. 呉井寺 やすあき Курэидзи Ясуаки)
Единственный сын в семье Курэидзи. Несмотря на мальчишескую внешность, ему уже 28 лет. Мечтает сделать Хибари своей женой.

Такуто Хонда (яп. 本田 拓人 Хонда Такуто)
Одноклассник Косаку, дамский угодник. Обладает красивой внешностью и пользуется огромной популярностью среди девушек в школе. Однако его сердце принадлежит только Хибари и при ней он начинает теряться.